# رابرت پراکتور (ورزشکار)
رابرت پراکتور (انگلیسی: Robert Proctor؛ زادهٔ ۱۶ ژوئیهٔ ۱۹۴۹) بازیکن هاکی روی چمن اهل استرالیا است که همراه با تیم ملی این کشور در المپیک 1972 موفق به کسب مدال شد.